# Planet Mu
Planet Mu es un sello discográfico de música electrónica creado y gestionado por Mike Paradinas (también conocido como µ-Ziq). Ubicado originalmente en Worcester, en marzo de 2007 se mudó a Londres, habiéndose reubicado posteriormente en Broadstairs, Kent. El sello comenzó como una subsidiaria de Virgin Records, hasta que en 1998 Mike Paradinas decidió hacer del sello un nombre independiente de Virgin, distribuyendo su música a través de SRD.

## Artistas
- µ-Ziq
- Ambulance
- Benga
- Bit_Meddler
- Bizzy B
- Bong-Ra
- Boxcutter
- Breakage
- Burial
- Capitol K
- Ceephax
- Chevron
- Darqwan
- Datach'i
- dDamage
- Decal
- Distance
- DJ Hekla
- Dolphin
- Doormouse
- Duran Duran Duran
- Dykehouse
- Ed Lawes
- edIT
- Eero Johannes
- Eight Frozen Modules
- Electric Company
- Electronic Music Composer
- Equinox
- FaltyDL
- Few Nolder
- FFF
- Frog Pocket
- Frost Jockey
- Guilty Connector
- Hatcha
- Hawerchuk
- Hellfish
- Horse Opera
- Hrvatski
- iTAL tEK
- Jake Slazenger
- Jamie Vexd
- Jansky Noise
- Jega
- Jo Apps
- John B
- Joseph Nothing
- Julian Fane
- Kettel
- Kid Spatula
- Kyler
- Last Step
- Leafcutter John
- Lexaunculpt
- Local
- Luke Vibert
- Mary Anne Hobbs
- Meat Beat Manifesto
- Milanese
- Mileece
- MRK1
- Mrs Jynx
- Nautilis
- Neil Landstrumm
- Nicole Elmer
- o9
- OOO
- Parson
- Phthalocyanine
- Pinch
- Plus Tasch
- Ra
- Remano Eszildn
- Remarc
- Rude Ass Tinker
- Rudi Zygadlo
- Shitmat
- Sileni
- Slag Boom Van Loon
- Soundmurderer
- Speedranch
- Starkey
- Subjex
- Sum One
- Sunken Foal
- Syntheme
- The DJ Producer
- The Doubtful Guest
- The Gasman
- The Kilimanjaro Darkjazz Ensemble
- The Teknoist
- Terror Danjah
- Tim Exile
- Tim Tetlow
- Tom Burbank
- Transformer Di Roboter
- Tusken Raiders
- Uniform
- Urban Myth & Steve Beresford
- Various Production
- Venetian Snares
- Vex'd
- Virus Syndicate
- Weaver001